# Catoria baryconia
Catoria baryconia là một loài bướm đêm trong họ Geometridae.